# Christoph Hilger
Christoph Hilger (* 16. April 1961 in Köln) ist ein deutscher Schauspiellehrer. Er war zwischen 2006 und 2011 Professor für Medienspezifisches Schauspiel an der Hochschule für Film und Fernsehen Potsdam.

## Leben und Wirken
Hilger studierte von 1986 bis 1990 an der Hochschule für Musik und Darstellende Kunst Stuttgart und erhielt 1990 das Diplom als "Sprecher und Sprecherzieher" mit dem Nebenfach Gesang. Außerdem lernte er von 1983 von 1994 beim Lee-Strasberg-Schüler und -Trainer Walter Lott Method Acting, eine Methode des Schauspielens.
Als Sprecherzieher arbeitete er von 1990 bis 1992 an der Folkwang-Hochschule in Essen im Fachbereich Musical, später von 1995 bis 2001 an der Musikhochschule Köln im Fachbereich Operngesang. Nach etlichen Tourneen mit diversen Schauspielensembles gründete er 1996 das Musical-Tourneetheater „Cocomico Theaterprojekte Köln“, bei dem er bis zum Jahr 2000 für die künstlerische Leitung und die Betreuung der Ensembles zuständig war. In dem Stück „Die große kleine Tigerreise“ war er auch auf der Bühne zu sehen.
Im Herbst 1994 begann eine Zusammenarbeit mit der Firma Grundy UFA in Köln, bei der er an der Produktion der Seifenopern „Unter uns“ und „Verbotene Liebe“ mitarbeitete. Für die Serie „Unter uns“ war er das erste Jahr als Hauptcoach zuständig und entwickelte ein spezielles Trainingssystem. Zwischen 1995 und 2004 blieb er neben einer neunmonatigen Arbeit als Coach bei „Geliebte Schwestern“ regelmäßige Vertretung für „Unter uns“. Zusätzlich war Hilger von 1995 bis 2003 auch zuständig für die Medienrhetorikausbildung der Volontäre der Deutschen Welle und wurde in Zusammenarbeit mit zahlreichen Schauspielagenturen in Deutschland Spezialist für Castingvorbereitungen.
Im Frühjahr 2004 stieg er wieder als Coach bei „Unter uns“ ein. 2005 stieß er zum Team von „Verbotene Liebe“. Gleichzeitig begann ein dreisemestriges Intermezzo als Sprecherzieher in der Schauspielabteilung der Folkwang-Hochschule Essen. Von Mai 2006 bis September 2011 war Christoph Hilger Professor im Fachbereich Medienspezifisches Schauspiel an der Hochschule für Film und Fernsehen (HFF) in Potsdam-Babelsberg, für 3 Semester übernahm er zusätzlich die Position des Studiendekans der Abteilung Schauspiel. Seitdem ist er als freiberuflicher Professor als Coach in allen Fragen des Ausdruckstrainings für Schauspieler und Moderatoren im Einsatz. Schon seit 2003 bucht man ihn besonders für Atem-, Stimm-, Sprach- und Präsentationsfragen jeglicher Art als Berater für verschiedene Unternehmen in Deutschland. Außerdem hält er Vorträge zu den Themen Körpersprache und Stimmgebrauch in unterschiedlichsten Zusammenhängen und ist weiter als Sprecher und Schauspieler im Einsatz.

## Filmografie
- 2021: Friesland: Bis aufs Blut (Fernsehreihe)